# Cadre-71/2-Europameisterschaft 2013

Logo CEB (ausrichtender Verband)

Veranstaltungsort: Brandenburg / Havel

Die Cadre-71/2-Europameisterschaft 2013 war das 57. Turnier in dieser Disziplin des Karambolagebillards und fand vom 20. bis zum 21. April 2013 in Brandenburg an der Havel statt. Es war die siebte Cadre-71/2-Europameisterschaft in Deutschland.

## Geschichte
Ab 2013 wird die Europameisterschaft nicht mehr als Einzelturnier veranstaltet, sondern bei einer Multi-Europameisterschaft bei der alle Disziplinen des Karambolsports ausgetragen werden. Diese Meisterschaft wird im zwei Jahresrhythmus ausgetragen. Sieger wurde erstmals der Niederländer Raymund Swertz. Im Finale siegte er in der Verlängerung gegen den Tschechen mit 20:0. Es war für Faus die zweite Finalniederlage, die er in der Verlängerung verlor. Ex-Europameister Henri Tilleman und Nikolas Gerassimopoulos belegten den dritten Platz. Als bester Deutscher belegte Thomas Nockemann den siebten Platz.

## Modus
Gespielt wurde in acht Gruppen à 3 Teilnehmer. Die Gruppensieger qualifizierten sich für das Viertelfinale. Es wurde komplett bis 200 Punkte gespielt. Platz drei wurde nicht ausgespielt.
Die Qualifikationsgruppen wurden nach Rangliste gesetzt. Es gab außer dem Titelverteidiger keine gesetzten Spieler mehr für das Hauptturnier.
1. MP = Matchpunkte
2. GD = Generaldurchschnitt
3. HS = Höchstserie

## Gruppenphase

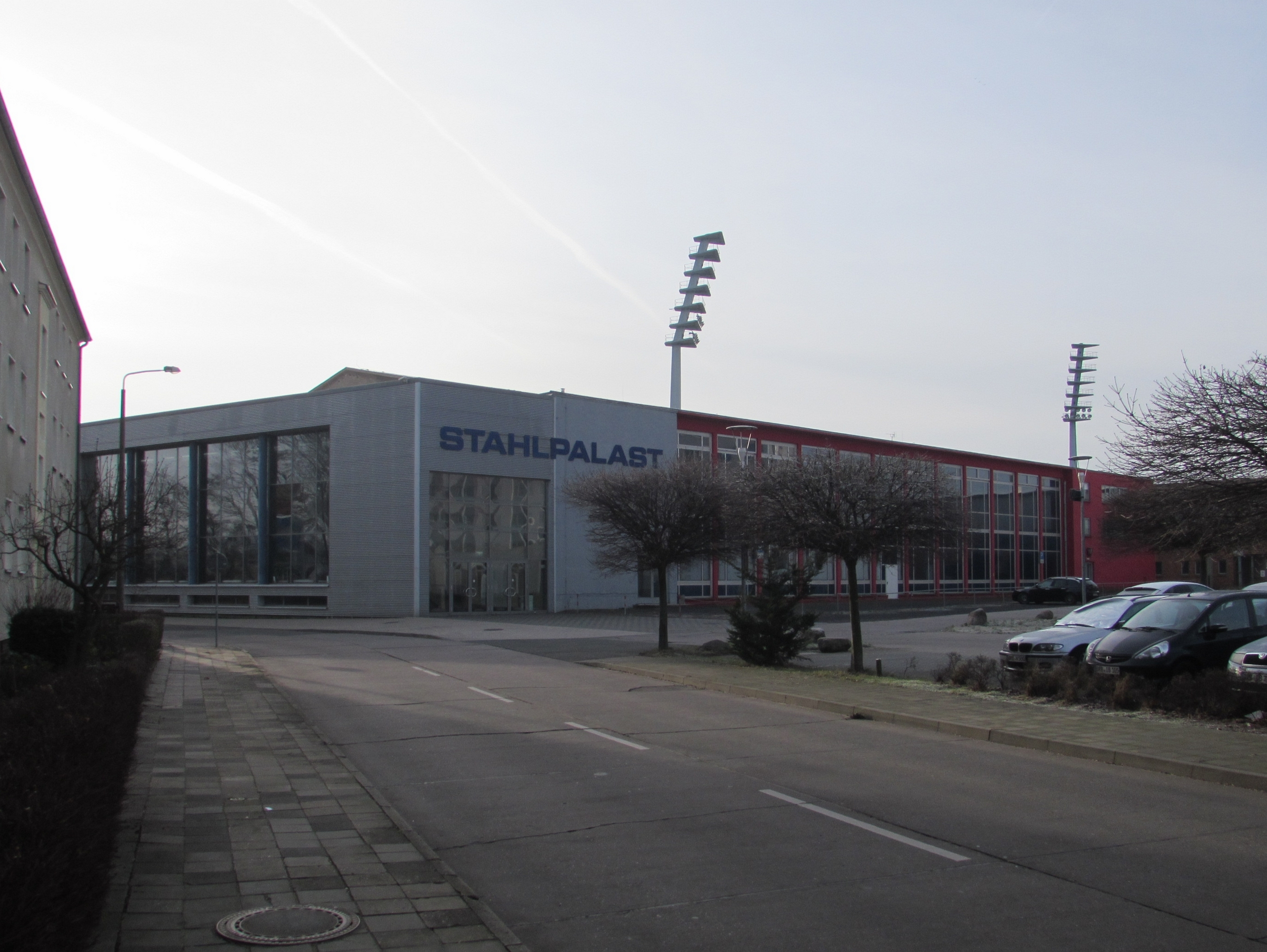
Außenansicht des Stahlpalastes

| MP    | Match Points (Sieger = 2; Unentschieden = 1; Verlierer = 0) |
| Pkte. | Erzielte Karambolagen                                       |
| Aufn. | Benötigte Versuche                                          |
| GD    | Generaldurchschnitt                                         |
| BED   | Bester Einzeldurchschnitt eines Spielers                    |
| HS    | Höchstserie                                                 |
|       | Bester GD des Turniers                                      |
|       | Bester ED des Turniers                                      |
|       | Beste HS des Turniers                                       |
|       | 1. Platz (Gold)                                             |
|       | 2. Platz (Silber)                                           |
|       | 3. Platz (Bronze)                                           |

| Abschlusstabelle Gruppe A | Abschlusstabelle Gruppe A | Abschlusstabelle Gruppe A | Abschlusstabelle Gruppe A | Abschlusstabelle Gruppe A | Abschlusstabelle Gruppe A | Abschlusstabelle Gruppe A | Abschlusstabelle Gruppe A |
| Platz                     | Name                      | MP                        | Pkt.                      | Aufn.                     | GD                        | BED                       | HS                        |
| ------------------------- | ------------------------- | ------------------------- | ------------------------- | ------------------------- | ------------------------- | ------------------------- | ------------------------- |
| 1                         | Dave Christiani           | 4:0                       | 400                       | 15                        | 26,66                     | 66,66                     | 134                       |
| 2                         | Esteve Mata               | 2:2                       | 280                       | 5                         | 56,00                     | 100,00                    | 156                       |
| 3                         | Otakar Truska             | 0:4                       | 154                       | 14                        | 11,00                     | –                         | 29                        |

| Abschlusstabelle Gruppe B | Abschlusstabelle Gruppe B | Abschlusstabelle Gruppe B | Abschlusstabelle Gruppe B | Abschlusstabelle Gruppe B | Abschlusstabelle Gruppe B | Abschlusstabelle Gruppe B | Abschlusstabelle Gruppe B |
| Platz                     | Name                      | MP                        | Pkt.                      | Aufn.                     | GD                        | BED                       | HS                        |
| ------------------------- | ------------------------- | ------------------------- | ------------------------- | ------------------------- | ------------------------- | ------------------------- | ------------------------- |
| 1                         | Marek Faus                | 2:2                       | 219                       | 6                         | 36,50                     | 50,00                     | 109                       |
| 2                         | Arnim Kahofer             | 2:2                       | 328                       | 13                        | 25,23                     | 100,00                    | 191                       |
| 3                         | Arnd Riedel               | 2:2                       | 278                       | 15                        | 18,53                     | 18,18                     | 51                        |

| Abschlusstabelle Gruppe C | Abschlusstabelle Gruppe C | Abschlusstabelle Gruppe C | Abschlusstabelle Gruppe C | Abschlusstabelle Gruppe C | Abschlusstabelle Gruppe C | Abschlusstabelle Gruppe C | Abschlusstabelle Gruppe C |
| Platz                     | Name                      | MP                        | Pkt.                      | Aufn.                     | GD                        | BED                       | HS                        |
| ------------------------- | ------------------------- | ------------------------- | ------------------------- | ------------------------- | ------------------------- | ------------------------- | ------------------------- |
| 1                         | Nikolas Gerassimopoulos   | 4:0                       | 400                       | 25                        | 16,00                     | 33,33                     | 86                        |
| 2                         | Xavier Gretillat          | 2:2                       | 395                       | 8                         | 49,37                     | 100,00                    | 159                       |
| 3                         | Peter Volleberg           | 0:4                       | 121                       | 21                        | 6,71                      | –                         | 33                        |

| Abschlusstabelle Gruppe D | Abschlusstabelle Gruppe D | Abschlusstabelle Gruppe D | Abschlusstabelle Gruppe D | Abschlusstabelle Gruppe D | Abschlusstabelle Gruppe D | Abschlusstabelle Gruppe D | Abschlusstabelle Gruppe D |
| Platz                     | Name                      | MP                        | Pkt.                      | Aufn.                     | GD                        | BED                       | HS                        |
| ------------------------- | ------------------------- | ------------------------- | ------------------------- | ------------------------- | ------------------------- | ------------------------- | ------------------------- |
| 1                         | Raymund Swertz            | 4:0                       | 400                       | 10                        | 40,00                     | 100,00                    | 189                       |
| 2                         | Patrick Niessen           | 2:2                       | 256                       | 6                         | 42,83                     | 50,00                     | 117                       |
| 3                         | Tamas Szolnoki            | 0:4                       | 36                        | 12                        | 3,00                      | –                         | 20                        |

| Abschlusstabelle Gruppe E | Abschlusstabelle Gruppe E | Abschlusstabelle Gruppe E | Abschlusstabelle Gruppe E | Abschlusstabelle Gruppe E | Abschlusstabelle Gruppe E | Abschlusstabelle Gruppe E | Abschlusstabelle Gruppe E |
| Platz                     | Name                      | MP                        | Pkt.                      | Aufn.                     | GD                        | BED                       | HS                        |
| ------------------------- | ------------------------- | ------------------------- | ------------------------- | ------------------------- | ------------------------- | ------------------------- | ------------------------- |
| 1                         | Henri Tilleman            | 4:0                       | 400                       | 17                        | 23,52                     | 25,00                     | 70                        |
| 2                         | Raúl Cuenca               | 2:2                       | 394                       | 15                        | 26,26                     | 33,33                     | 88                        |
| 3                         | Carsten Lässig            | 0:4                       | 217                       | 14                        | 15,50                     | –                         | 48                        |

| Abschlusstabelle Gruppe F | Abschlusstabelle Gruppe F | Abschlusstabelle Gruppe F | Abschlusstabelle Gruppe F | Abschlusstabelle Gruppe F | Abschlusstabelle Gruppe F | Abschlusstabelle Gruppe F | Abschlusstabelle Gruppe F |
| Platz                     | Name                      | MP                        | Pkt.                      | Aufn.                     | GD                        | BED                       | HS                        |
| ------------------------- | ------------------------- | ------------------------- | ------------------------- | ------------------------- | ------------------------- | ------------------------- | ------------------------- |
| 1                         | Mikael Devogelaere        | 4:0                       | 400                       | 16                        | 25,00                     | 25,00                     | 85                        |
| 2                         | Juan Espinasa             | 2:2                       | 310                       | 16                        | 19,37                     | 25,00                     | 66                        |
| 3                         | Sven Daske                | 0:4                       | 260                       | 16                        | 16,25                     | –                         | 74                        |

| Abschlusstabelle Gruppe G | Abschlusstabelle Gruppe G | Abschlusstabelle Gruppe G | Abschlusstabelle Gruppe G | Abschlusstabelle Gruppe G | Abschlusstabelle Gruppe G | Abschlusstabelle Gruppe G | Abschlusstabelle Gruppe G |
| Platz                     | Name                      | MP                        | Pkt.                      | Aufn.                     | GD                        | BED                       | HS                        |
| ------------------------- | ------------------------- | ------------------------- | ------------------------- | ------------------------- | ------------------------- | ------------------------- | ------------------------- |
| 1                         | Thomas Nockemann          | 3:1                       | 400                       | 12                        | 33,33                     | 66,66                     | 118                       |
| 2                         | José Albert               | 2:2                       | 377                       | 16                        | 23,56                     | 28,57                     | 84                        |
| 3                         | Jean Francois Florent     | 1:3                       | 255                       | 10                        | 25,50                     | 66,66                     | 118                       |

| Abschlusstabelle Gruppe H | Abschlusstabelle Gruppe H | Abschlusstabelle Gruppe H | Abschlusstabelle Gruppe H | Abschlusstabelle Gruppe H | Abschlusstabelle Gruppe H | Abschlusstabelle Gruppe H | Abschlusstabelle Gruppe H |
| Platz                     | Name                      | MP                        | Pkt.                      | Aufn.                     | GD                        | BED                       | HS                        |
| ------------------------- | ------------------------- | ------------------------- | ------------------------- | ------------------------- | ------------------------- | ------------------------- | ------------------------- |
| 1                         | Pavel Böhm                | 2:2                       | 272                       | 15                        | 18,13                     | 50,00                     | 137                       |
| 2                         | Johann Petit              | 2:2                       | 286                       | 18                        | 15,88                     | 14,28                     | 80                        |
| 3                         | Wolfgang Zenkner          | 2:2                       | 352                       | 25                        | 14,08                     | 18,18                     | 43                        |

## KO-Phase
|  | Viertelfinale Spiel bis 200 Punkte | Viertelfinale Spiel bis 200 Punkte | Viertelfinale Spiel bis 200 Punkte | Viertelfinale Spiel bis 200 Punkte | Viertelfinale Spiel bis 200 Punkte | Viertelfinale Spiel bis 200 Punkte |                |                         | Halbfinale Spiel bis 200 Punkte | Halbfinale Spiel bis 200 Punkte | Halbfinale Spiel bis 200 Punkte | Halbfinale Spiel bis 200 Punkte | Halbfinale Spiel bis 200 Punkte | Halbfinale Spiel bis 200 Punkte |      |       | Finale Spiel bis 200 Punkte | Finale Spiel bis 200 Punkte | Finale Spiel bis 200 Punkte | Finale Spiel bis 200 Punkte | Finale Spiel bis 200 Punkte | Finale Spiel bis 200 Punkte |
|  |                                    |                                    |                                    |                                    |                                    |                                    |                |                         |                                 |                                 |                                 |                                 |                                 |                                 |      |       |                             |                             |                             |                             |                             |                             |
|  |                                    | MP                                 | Pkt.                               | Aufn.                              | GD                                 | HS                                 |                |                         |                                 |                                 |                                 |                                 |                                 |                                 |      |       |                             |                             |                             |                             |                             |                             |
|  |                                    | MP                                 | Pkt.                               | Aufn.                              | GD                                 | HS                                 |                |                         |                                 |                                 |                                 |                                 |                                 |                                 |      |       |                             |                             |                             |                             |                             |                             |
|  | Raymund Swertz                     | 2                                  | 200                                | 3                                  | 66,66                              | 199                                |                |                         |                                 |                                 |                                 |                                 |                                 |                                 |      |       |                             |                             |                             |                             |                             |                             |
|  | Raymund Swertz                     | 2                                  | 200                                | 3                                  | 66,66                              | 199                                |                | MP                      | Pkt.                            | Aufn.                           | GD                              | HS                              |                                 |                                 |      |       |                             |                             |                             |                             |                             |                             |
|  | Thomas Nockemann                   | 0                                  | 17                                 | 3                                  | 5,66                               | 15                                 |                | MP                      | Pkt.                            | Aufn.                           | GD                              | HS                              |                                 |                                 |      |       |                             |                             |                             |                             |                             |                             |
|  | Thomas Nockemann                   | 0                                  | 17                                 | 3                                  | 5,66                               | 15                                 | Raymund Swertz | 2                       | 200                             | 7                               | 28,57                           | 86                              |                                 |                                 |      |       |                             |                             |                             |                             |                             |                             |
|  |                                    | MP                                 | Pkt.                               | Aufn.                              | GD                                 | HS                                 | Raymund Swertz | 2                       | 200                             | 7                               | 28,57                           | 86                              |                                 |                                 |      |       |                             |                             |                             |                             |                             |                             |
|  |                                    | MP                                 | Pkt.                               | Aufn.                              | GD                                 | HS                                 |                | Nikolas Gerassimopoulos | 0                               | 122                             | 7                               | 17,42                           | 76                              |                                 |      |       |                             |                             |                             |                             |                             |                             |
|  | Nikolas Gerassimopoulos            | 2                                  | 200/20                             | 15                                 | 13,33                              | 63                                 |                | Nikolas Gerassimopoulos | 0                               | 122                             | 7                               | 17,42                           | 76                              |                                 |      |       |                             |                             |                             |                             |                             |                             |
|  | Nikolas Gerassimopoulos            | 2                                  | 200/20                             | 15                                 | 13,33                              | 63                                 |                |                         |                                 |                                 |                                 |                                 |                                 | MP                              | Pkt. | Aufn. | GD                          | HS                          |                             |                             |                             |                             |
|  | Dave Christiani                    | 0                                  | 200/1                              | 15                                 | 13,33                              | 85                                 |                |                         |                                 |                                 |                                 |                                 |                                 | MP                              | Pkt. | Aufn. | GD                          | HS                          |                             |                             |                             |                             |
|  | Dave Christiani                    | 0                                  | 200/1                              | 15                                 | 13,33                              | 85                                 | Raymund Swertz | 2                       | 200/20                          | 5                               | 40,00                           | 86                              |                                 |                                 |      |       |                             |                             |                             |                             |                             |                             |
|  |                                    | MP                                 | Pkt.                               | Aufn.                              | GD                                 | HS                                 | Raymund Swertz | 2                       | 200/20                          | 5                               | 40,00                           | 86                              |                                 |                                 |      |       |                             |                             |                             |                             |                             |                             |
|  |                                    | MP                                 | Pkt.                               | Aufn.                              | GD                                 | HS                                 |                | Marek Faus              | 0                               | 200/0                           | 5                               | 40,00                           | 129                             |                                 |      |       |                             |                             |                             |                             |                             |                             |
|  | Marek Faus                         | 2                                  | 200/20                             | 5                                  | 40,00                              | 133                                |                | Marek Faus              | 0                               | 200/0                           | 5                               | 40,00                           | 129                             |                                 |      |       |                             |                             |                             |                             |                             |                             |
|  | Marek Faus                         | 2                                  | 200/20                             | 5                                  | 40,00                              | 133                                |                | MP                      | Pkt.                            | Aufn.                           | GD                              | HS                              |                                 |                                 |      |       |                             |                             |                             |                             |                             |                             |
|  | Pavel Böhm                         | 0                                  | 200/15                             | 5                                  | 40,00                              | 96                                 |                | MP                      | Pkt.                            | Aufn.                           | GD                              | HS                              |                                 |                                 |      |       |                             |                             |                             |                             |                             |                             |
|  | Pavel Böhm                         | 0                                  | 200/15                             | 5                                  | 40,00                              | 96                                 | Marek Faus     | 2                       | 200                             | 6                               | 33,33                           | 137                             |                                 |                                 |      |       |                             |                             |                             |                             |                             |                             |
|  |                                    | MP                                 | Pkt.                               | Aufn.                              | GD                                 | HS                                 | Marek Faus     | 2                       | 200                             | 6                               | 33,33                           | 137                             |                                 |                                 |      |       |                             |                             |                             |                             |                             |                             |
|  |                                    | MP                                 | Pkt.                               | Aufn.                              | GD                                 | HS                                 |                | Henri Tilleman          | 0                               | 120                             | 6                               | 20,00                           | 95                              |                                 |      |       |                             |                             |                             |                             |                             |                             |
|  | Mikael Devogelaere                 | 0                                  | 200/0                              | 8                                  | 25,00                              | 87                                 |                | Henri Tilleman          | 0                               | 120                             | 6                               | 20,00                           | 95                              |                                 |      |       |                             |                             |                             |                             |                             |                             |
|  | Mikael Devogelaere                 | 0                                  | 200/0                              | 8                                  | 25,00                              | 87                                 |                |                         |                                 |                                 |                                 |                                 |                                 |                                 |      |       |                             |                             |                             |                             |                             |                             |
|  | Henri Tilleman                     | 2                                  | 250/20                             | 8                                  | 25,00                              | 160                                |                |                         |                                 |                                 |                                 |                                 |                                 |                                 |      |       |                             |                             |                             |                             |                             |                             |
|  | Henri Tilleman                     | 2                                  | 250/20                             | 8                                  | 25,00                              | 160                                |                |                         |                                 |                                 |                                 |                                 |                                 |                                 |      |       |                             |                             |                             |                             |                             |                             |

## Abschlusstabelle
| Phase                      | Platz | Name                    | MP   | Pkt. | Aufn. | GD    | BED    | HS  |
| -------------------------- | ----- | ----------------------- | ---- | ---- | ----- | ----- | ------ | --- |
| Finale                     | 1     | Raymund Swertz          | 10:0 | 1000 | 25    | 40,00 | 100,00 | 199 |
| Finale                     | 2     | Marek Faus              | 8:2  | 819  | 22    | 37,22 | 50,00  | 191 |
| Halb- finale               | 3     | Henri Tilleman          | 6:2  | 720  | 31    | 23,22 | 25,00  | 160 |
| Halb- finale               | 3     | Nikolas Gerassimopoulos | 6:2  | 722  | 47    | 15,36 | 33,33  | 86  |
| Viertel- finale            | 5     | Mikael Devogelaere      | 4:2  | 600  | 24    | 25,00 | 25,00  | 87  |
| Viertel- finale            | 6     | Dave Christiani         | 4:2  | 600  | 30    | 20,00 | 66,66  | 134 |
| Viertel- finale            | 7     | Thomas Nockemann        | 3:3  | 417  | 15    | 27,80 | 66,66  | 118 |
| Viertel- finale            | 8     | Pavel Böhm              | 2:4  | 472  | 20    | 23,60 | 50,00  | 137 |
| Gruppen- phase             | 9     | Esteve Mata             | 2:2  | 280  | 5     | 56,00 | 100,00 | 156 |
| Gruppen- phase             | 10    | Xavier Gretillat        | 2:2  | 395  | 8     | 49,37 | 100,00 | 159 |
| Gruppen- phase             | 11    | Patrick Niessen         | 2:2  | 256  | 6     | 42,83 | 50,00  | 117 |
| Gruppen- phase             | 12    | Raúl Cuenca             | 2:2  | 394  | 15    | 26,26 | 33,33  | 88  |
| Gruppen- phase             | 13    | Arnim Kahofer           | 2:2  | 328  | 13    | 25,23 | 100,00 | 191 |
| Gruppen- phase             | 14    | José Albert             | 2:2  | 377  | 16    | 23,56 | 28,57  | 84  |
| Gruppen- phase             | 15    | Juan Espinasa           | 2:2  | 310  | 16    | 19,37 | 25,00  | 66  |
| Gruppen- phase             | 16    | Johann Petit            | 2:2  | 286  | 18    | 15,88 | 14,28  | 80  |
| Gruppen- phase             | 17    | Arnd Riedel             | 2:2  | 278  | 15    | 18,53 | 18,18  | 51  |
| Gruppen- phase             | 18    | Wolfgang Zenkner        | 2:2  | 352  | 25    | 14,08 | 18,18  | 43  |
| Gruppen- phase             | 19    | Jean Francois Florent   | 1:3  | 255  | 10    | 25,50 | 66,66  | 118 |
| Gruppen- phase             | 20    | Sven Daske              | 0:4  | 260  | 16    | 16,25 | –      | 74  |
| Gruppen- phase             | 21    | Carsten Lässig          | 0:4  | 217  | 14    | 15,50 | –      | 48  |
| Gruppen- phase             | 22    | Otakar Truska           | 0:4  | 154  | 14    | 11,00 | –      | 29  |
| Gruppen- phase             | 23    | Peter Volleberg         | 0:4  | 121  | 21    | 6,71  | –      | 33  |
| Gruppen- phase             | 24    | Tamas Szolnoki          | 0:4  | 36   | 12    | 3,00  | –      | 20  |
| Turnierdurchschnitt: 21,58 |       |                         |      |      |       |       |        |     |